# Finn Abrahamowitz
Finn Abrahamowitz (4. december 1939 på Frederiksberg – 4. august 2006) var en dansk højskolelærer og -forstander samt forfatter. Han skrev en lang række romaner, biografier og psykologiske fagbøger.
Han var søn af den jødiske skræddermester Herman Abramowitz (død 1983) og hustru Emma f. Castella (død 2003), som var kristen. Under Besættelsen flygtede Finn Abrahamowitz i 1943 med sin familie til Sverige. Han blev i 1959 student og virkede i begyndelsen af 1960'erne som kunstmaler i Paris. Han studerede diverse litteratur- og kultursociologistudier på Københavns Universitet og arbejdede fra 1970 til 2000 på dagbladet Information som psykologi- og psykiatrianmelder.
I 1971 blev han højskolelærer og flyttede i 1989 til Ubberup Højskole som forstander. Fra 1995 levede han som forfatter på fuld tid.
Han blev gift 13. maj 1983 med sekretær Jane Rumberg.